# Mistrzostwa Europy w Piłce Nożnej 1972/Finał
Finał Mistrzostw Europy w Piłce Nożnej 1972 odbył się 18 czerwca 1972 o godzinie 16:00 na stadionie Heysel w Brukseli w Belgii, pomiędzy reprezentacją Republiki Federalnej Niemiec a reprezentacją Związku Radzieckiego. Spotkanie poprowadził austriacki sędzia Ferdinand Marschall. Mistrzem Europy, po raz pierwszy w historii została drużyna RFN, która pokonała reprezentantów ZSRR 3:0 po dwóch bramkach Gerda Müllera i jednym trafieniu Herberta Wimmera.

## Uczestnicy

### Droga do finału
| RFN        | RFN   | RFN                                    | Runda                 | ZSRR       | ZSRR  | ZSRR                                                     |
| ---------- | ----- | -------------------------------------- | --------------------- | ---------- | ----- | -------------------------------------------------------- |
| Przeciwnik | Wynik | Strzelcy                               | Runda                 | Przeciwnik | Wynik | Strzelcy                                                 |
| Anglia     | 3:1   | Uli Hoeneß, Günter Netzer, Gerd Müller | Ćwierćfinały – 1 mecz | Jugosławia | 0:0   | –                                                        |
| Anglia     | 0:0   | –                                      | Ćwierćfinały – 2 mecz | Jugosławia | 3:0   | Wiktor Kołotow, Anatolij Baniszewski, Edward Kozynkewycz |
| Belgia     | 2:1   | Gerd Müller x2                         | Półfinały             | Węgry      | 1:0   | Anatolij Końkow                                          |

## Raport i składy
| 18 czerwca 1972, 16:00 CET | RFN · Gerd Müller 27', 58' · Herbert Wimmer 52' | 3:0(1:0)Raport | ZSRR | Stadion Heysel, Bruksela Widzów: 43,1 tys. Sędzia: Ferdinand Marschall |
|                            |                                                 |                |      |                                                                        |

| 1            | Sepp Maier               |
| 5            | Franz Beckenbauer (k.)   |
| 2            | Horst-Dieter Höttges     |
| 4            | Hans-Georg Schwarzenbeck |
| 3            | Paul Breitner            |
| 6            | Herbert Wimmer           |
| 8            | Uli Hoeneß               |
| 10           | Günter Netzer            |
| 9            | Jupp Heynckes            |
| 11           | Erwin Kremers            |
| 13           | Gerd Müller              |
| Trener:      |                          |
| Helmut Schön |                          |

| 1                    | Jewhen Rudakow         |
| 2                    | Rewaz Dzodzuaszwili    |
| 3                    | Murtaz Churcilawa (k.) |
| 12                   | Wołodymyr Kapłyczny    |
| 13                   | Jurij Istomin          |
| 7                    | Wołodymyr Troszkin     |
| 6                    | Wiktor Kołotow         |
| 14                   | Anatolij Końkow        |
| 8                    | Anatolij Bajdaczny     |
| 9                    | Anatolij Baniszewski   |
| 18                   | Wołodymyr Onyszczenko  |
| 15                   | Oleg Dołmatow          |
| 11                   | Edward Kozynkewycz     |
| Trener:              |                        |
| Ołeksandr Ponomariow |                        |

RFN
PIERWSZY TYTUŁ